# گمینا لگوتا ویلکا
گمینا لگوتا ویلکا (به لهستانی:  Gmina Lgota Wielka) یک گمینا در لهستان است که در شهرستان رادومسکو واقع شده‌است. گمینا لگوتا ویلکا ۶۳٫۰۸ کیلومتر مربع مساحت و ۴٬۴۷۲ نفر جمعیت دارد.